# 小杂螺
小杂螺（学名：Zafra pumila），是新腹足目麦螺科Zafra的一种。主要分布于中国大陆，常栖息在潮间带。

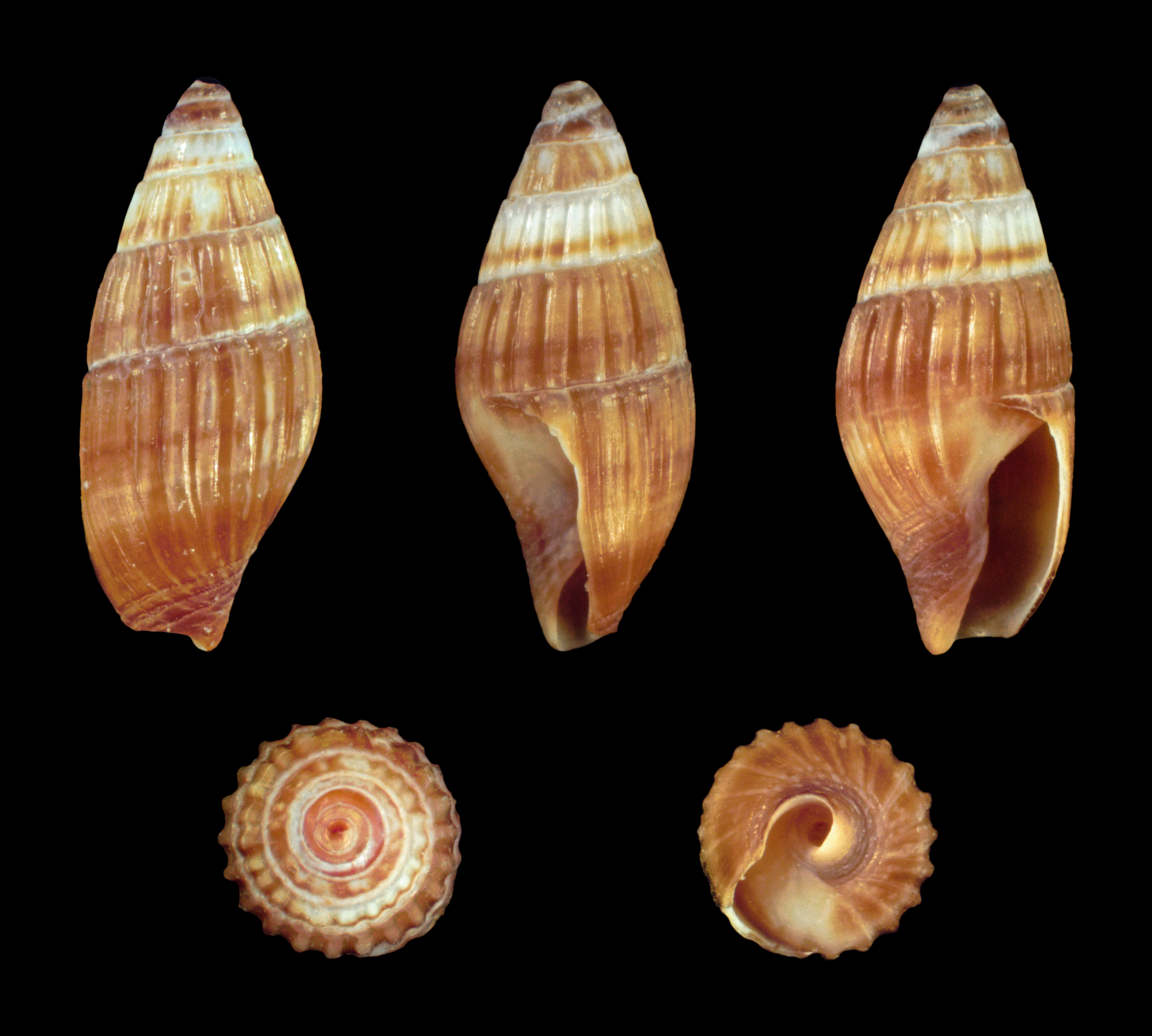
Zafra pumila forma minuscula
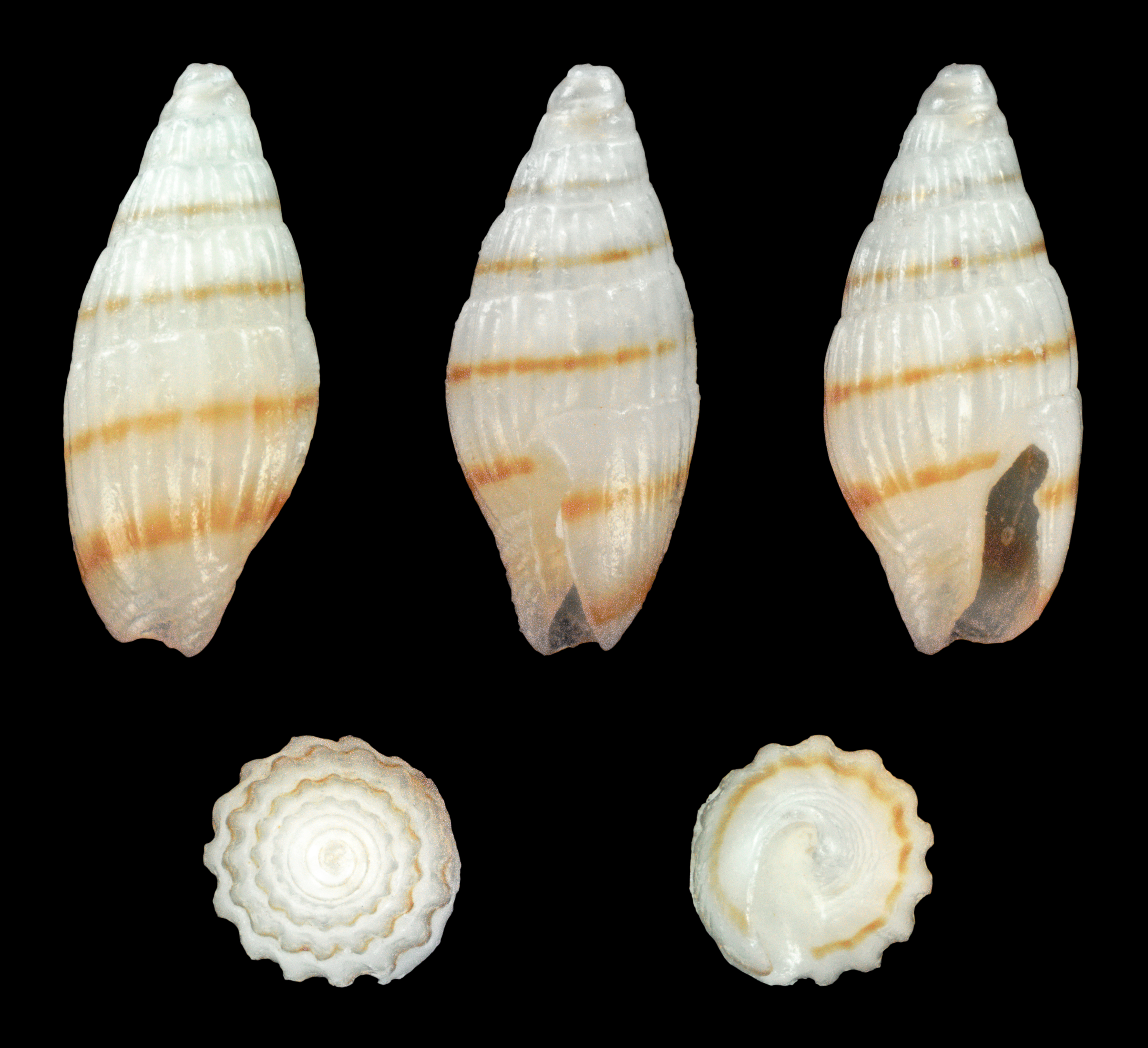
Zafra pumila forma minuscula